# INXS (album)
INXS è il primo album della rock band australiana INXS, pubblicato per la prima volta il 13 ottobre 1980.

## Tracce
1. On A Bus – 3:49
2. Doctor – 2:36
3. Just Keep Walking – 2:43
4. Learn To Smile – 4:55
5. Jumping – 3:21
6. In Vain – 4:37
7. Roller Skating – 2:46
8. Body Language – 2:04
9. Newsreel Babies – 2:41
10. Wishy Washy – 3:51

## Singoli
- Just Keep Walkin (pubblicato nel settembre del 1980)

## Formazione
- Michael Hutchence - voce
- Tim Farriss - chitarra
- John Farriss - batteria
- Andrew Farriss - tastiere, chitarra, armonica
- Kirk Pengilly - chitarra, sassofono, voce
- Garry Beers - basso, voce